# Пенелопа
Пенело́па (др.-греч. Πηνελόπη, лат. Penelope) — персонаж греческой мифологии, супруга царя Итаки Одиссея и мать Телемаха, один из центральных образов поэмы Гомера «Одиссея». Пенелопа принадлежала, по разным данным, к спартанскому или мессенскому царскому роду. Одиссею она досталась либо в качестве выигрыша в состязании по бегу, либо в результате сделки с её дядей Тиндареем, связанной с замужеством Елены Прекрасной. Вскоре после рождения сына Одиссей уехал под Трою, и Пенелопа на двадцать лет осталась одна. Согласно классической версии мифа, она хранила верность мужу, хотя большинство итакийцев не верило в его возвращение. Руки Пенелопы настойчиво добивались больше сотни молодых аристократов с Итаки и соседних островов. Чтобы выиграть время, она пошла на уловку — добилась отсрочки до тех пор, пока не соткёт саван для свёкра, а сама по ночам распускала сделанное за день. Вскоре после того, как эта хитрость была раскрыта, на Итаку вернулся Одиссей и перебил женихов. Однако ему пришлось уйти в изгнание, а Пенелопа осталась на Итаке, которой теперь правил её сын. Позже Одиссей снова смог вернуться. После гибели мужа Пенелопа стала женой его убийцы — сына Одиссея от Кирки Телегона. Её жизнь закончилась на Островах Блаженных.
В «Одиссее» Пенелопа — очень умная женщина, любящая своего супруга даже во время долгой разлуки, пример супружеской верности. Созданный Гомером образ имел определяющее значение для последующих времён, хотя некоторые позднеантичные авторы писали, будто жена изменяла Одиссею с одним женихом или со всеми сразу (в результате, по их данным, родился бог Пан). Пенелопа стала персонажем ряда пьес афинских драматургов (ни одна из них не сохранилась), она фигурирует в «Героидах» Овидия, её изображали античные скульпторы и художники. В последующие эпохи Пенелопа появляется как второстепенный персонаж во многих произведениях искусства, посвящённых мифам об Одиссее.

## В мифологии

### Происхождение и имя
По мужской линии Пенелопа принадлежала, по разным данным, к спартанскому или мессенскому царскому роду. Её отец Икарий был сыном или внуком Периера, которого одни античные авторы называют прямым потомком Лакедемона (сына Зевса и первого царя Спарты), другие — сыном Эола, призванным к себе на царство мессенцами. В числе братьев Икария источники называют Тиндарея, Афарея, Левкиппа, а в одной из версий ещё и Гиппокоонта; соответственно Елена Прекрасная приходилась Пенелопе двоюродной сестрой, Диоскуры и Афаретиды — двоюродными братьями. Через свою бабку Горгофону Пенелопа принадлежала к потомству Персея.
Икария изгнал из Пелопоннеса его старший брат (либо Тиндарей, либо Гиппокоонт), так что герой поселился в Акарнании. Позже он, по одной из версий, смог вернуться на родину, но семья у Икария в любом случае появилась в изгнании. Согласно Страбону, Икарий женился на Поликасте, дочери Лигея, которая родила дочь Пенелопу и двух сыновей — Ализея и Левкадия. Автор схолиев к «Одиссее» Гомера сообщает, что Икарий был женат на Дородохе, дочери мессенца Орсилоха, или на Астеродае, дочери Еврипила. Согласно Псевдо-Аполлодору, герой женился на наяде Перибее и стал отцом, помимо Пенелопы, Тоанта, Дамасиппа, Имевсима, Алета и Перилея. Другие источники называют братьями и сёстрами Пенелопы Полимела, Дамасикла и Лаодику (Ферекид), Меду, жену критского царя Идоменея (Асий Самосский), Гипсипилу и Лаодамию (Андрон из Галикарнаса), Ифтиму, Амасиха, Фалерея, Тоона, Феремеллия, Перилая, Сема, Аулета (схолиасты Гомера).
Некоторые античные авторы полагают, что имя Пенелопа дочь Икария получила не сразу после рождения. Аристофан, Аристотель, Алкей, Стесихор, Ивик, Плиний Старший сближают это имя со словом πηνέλοψ — чирок (обобщённое название разных птиц небольшого размера из рода речных уток), — причём объясняется это по-разному. По одной версии, Икарий и его жена выбросили маленькую дочь в море, но птицы вынесли её обратно на берег; по другой, будущую Пенелопу выбросил в море уже взрослой эвбейский герой Навплий, чтобы отомстить её мужу за своего сына Паламеда; по третьей, сын Пенелопы Пан вылупился из яйца. Результатом одного из этих событий и стала смена имени, причём до того дочь Икария звали Амирака, Арнакия или Арнайя. Авторы схолиев к «Одиссее» связывают имя Пенелопа со словом λέπειν, ткать: по этой версии, оно было связано с хитростью носительницы имени, пообещавшей женихам выйти за одного из них после окончания работы над погребальным саваном для своего свёкра Лаэрта. Днём Пенелопа ткала саван, а ночью распускала, и таким образом она отсрочила нежеланный брак на целых три года. Авторы этой версии не называют первое имя Пенелопы.
В античную эпоху происхождение имени данной героини часто становилось предметом оживлённой дискуссии. Обе основные версии находили своих сторонников и ожесточённых критиков. Одна из фундаментальных проблем, сформулированных ещё древними, звучала так: если дочь Икария получила своё имя в то время, когда Одиссей возвращался домой из-под Трои, почему и её муж, и другие герои Гомера, ничего не знающие о событиях на Итаке, называют её Пенелопой? Антиковеды полагают, что это имя, как и имя Одиссей, связано с языком догреческого населения Балкан; эллины не знали его подлинный смысл и пытались найти объяснения в своём языке, но не смогли придумать вариант, который бы удовлетворил всех.

### Замужество
Достигнув брачного возраста, Пенелопа стала женой Одиссея — молодого царя Итаки, Кефаллении и Закинфа. Его владения находились неподалёку от Акарнании, где правили Икарий с сыновьями. Впрочем, большинство античных авторов связывают брак Одиссея и Пенелопы со Спартой. Герои со всей Эллады собрались там, чтобы претендовать на руку Елены, дочери Тиндарея, и последний оказался в сложной ситуации: выбрав зятя, он рисковал сделать своими врагами остальных женихов. Одиссей пообещал ему найти выход в обмен на помощь в сватовстве к Пенелопе. В итоге он получил Пенелопу, Елена стала женой Менелая, а других женихов по совету Одиссея Тиндарей обязал поклясться, что они «дружно выступят на помощь, если избранный жених подвергнется опасности в связи с предстоящей свадьбой».
Ферекид изложил альтернативную версию. По данным этого писателя, Пенелопа превосходила остальных гречанок красотой и умом, а потому, когда она вошла в брачный возраст, появилось множество претендентов на её руку. Икарий устроил для них состязания в беге, и победителем стал Одиссей. Тесть, не желая расставаться с дочерью, долго упрашивал Одиссея остаться жить в Спарте; получив отказ, он начал умолять Пенелопу остаться с ним. Даже когда новобрачные отправились в путь, Икарий долго шёл за их колесницей, продолжая упрашивать дочь. В конце концов Одиссею пришлось потребовать от жены сделать окончательный выбор: или он, или отец. Та ничего не ответила и только закрыла своё лицо покрывалом, после чего супруги продолжили свой путь.
На Итаке Пенелопа родила сына, получившего имя Телемах. Вскоре Одиссею пришлось отправиться в поход на Трою, чтобы вернуть похищенную Парисом Елену. Пытаясь избежать этого, он с ведома Пенелопы притворился безумным, но приехавшие за ним Менелай, Агамемнон и Паламед изобличили Одиссея в притворстве. По одной из версий мифа, Паламед оторвал маленького Телемаха от груди Пенелопы и занёс над ним меч; отец ребёнка был вынужден признать, что он в здравом уме, и начать подготовку к походу. Перед отъездом Одиссей велел жене, если он не вернётся, снова выйти замуж, когда Телемах станет взрослым.

### В ожидании Одиссея
Осада Трои греками затянулась на целых десять лет. В связи с этим временем античные авторы упоминают Пенелопу только один раз: они пишут, что ближе к концу войны на Итаку приезжал эвбейский герой Навплий, который сбросил Пенелопу в море, но она спаслась и добралась до берега. Детали не сообщаются. Известно, что Навплий (отец Паламеда, к тому времени уже погубленного под Троей хитростью Одиссея) хотел отомстить за сына, а потому ездил по Элладе и рассказывал жёнам героев, что их мужья под Троей завели любовниц, на которых даже планируют жениться по окончании войны. Из-за этого многие гречанки сами пошли на супружескую измену и задумали убить своих мужей. В историографии выдвигалось предположение о том, что Навплий привёз с собой на Итаку Левка — критянина, который только что совратил жену Идоменея Меду (сестру Пенелопы), — и что Левк попытался вступить в связь и с Пенелопой тоже, но потерпел неудачу. После этого и мог произойти инцидент с падением в море. Впрочем, многие антиковеды с самого начала относились к этой версии с недоверием, считая её слишком искусственной.
После взятия Трои Одиссей не вернулся домой, и много лет о нём не было никаких вестей. Все начали думать, что он погиб во время морского плавания, как многие другие герои. В глазах аристократов Итаки и соседних островов Пенелопа стала вдовой и завидной невестой; вместе с её рукой можно было получить имущество Одиссея и царскую власть, поскольку Телемах был ещё подростком, а Лаэрт — стариком, отошедшим от дел. Отец и братья Пенелопы советовали ей найти нового супруга, настаивая на кандидатуре Евримаха. Однако она верила, что Одиссей жив и когда-нибудь вернётся домой, а потому отвергала все предложения. Постепенно женихов становилось всё больше (в самом обширном списке их сто тридцать шесть), а их настойчивость росла. С определённого момента они жили в одиссеевой усадьбе, постоянно пировали, закалывая для этого царских свиней и овец, и требовали от царицы, чтобы она выбрала одного из них себе в мужья. Пенелопе пришлось пойти на уловку: она пообещала, что назовёт своего избранника, но только после того, как соткёт погребальный саван для престарелого свёкра. Днём она ткала, а по ночам распускала сотканное, и таким образом тянула время целых три года. Эта хитрость была раскрыта из-за предательства служанки, и тогда Пенелопе пришлось ещё раз открыто заявить, что замуж она не пойдёт. Антиковеды отмечают явную нелогичность истории с саваном: Пенелопа могла бы его соткать и после замужества. Поэтому возникло предположение, что изначально имелось в виду подвенечное платье, которое Гомер заменил на погребальное убранство, чтобы подчеркнуть дряхлость Лаэрта.
Гомер сообщает, что женихов было в общей сложности сто восемь: двенадцать с Итаки, пятьдесят два с Дулихия, двадцать с Закинфа и двадцать четыре с Зама. Он не приводит общий перечень, но называет отдельных женихов по имени по ходу повествования; вожаками согласно «Одиссее» были Антиной и Евримах. Псевдо-Аполлодор говорит о ста тридцати шести женихах. Этот писатель включил в свою «Мифологическую библиотеку» полный список, в котором, правда, только сто двадцать девять имён. Многие фигуранты списка у Гомера не упоминаются, и источник данных остаётся неизвестным. Этот перечень выглядит так:
Пятьдесят семь женихов с Дулихия
1. Амфином
2. Тоант
3. Демоптолем
4. Амфимах
5. Эвриал
6. Парал
7. Эвенорид
8. Клитий
9. Агенор
10. Эврипил
11. Пилемен
12. Акамант
13. Терсилох
14. Агий
15. Клюмен
16. Филодем
17. Менептолем
18. Дамастор
19. Биант
20. Телмий
21. Полиид
22. Астилох
23. Схедий
24. Антигон
25. Марпсий
26. Ифидамант
27. Аргий
28. Главк
29. Калидоней
30. Эхион
31. Ламас
32. Андремон
33. Агерох
34. Медонт
35. Агрий
36. Пром
37. Ктесий
38. Акарнан
39. Кюкн
40. Псерас
41. Гелланик
42. Перифрон
43. Мегастен
44. Трасимед
45. Ормений
46. Диопит
47. Мекистей
48. Антимах
49. Птолемей
50. Лесторид
51. Никомах
52. Полипойт
53. Кераос

Двадцать три жениха с Зама
1. Агелай
2. Писандр
3. Элат
4. Ктесипп
5. Ипподох
6. Эвристрат
7. Архемол
8. Итак
9. Писенор
10. Уперенор
11. Ферет
12. Антистен
13. Кербер
14. Перимед
15. Кинн
16. Триас
17. Этеоней
18. Клитий
19. Протой
20. Ликет
21. Эвмел
22. Итан
23. Лиамм

Сорок четыре жениха с Закинфа
1. Эврилох
2. Лаомед
3. Молеб
4. Френий
5. Индий
6. Минис
7. Лиокрит
8. Проном
9. Нисас
10. Даемон
11. Архестрат
12. Гиппомах
13. Эвриал
14. Периалл
15. Эвенорид
16. Клитий
17. Агенор
18. Полиб
19. Полидор
20. Тадитий
21. Стратий
22. Френий
23. Индий
24. Десенор
25. Лаомедонт
26. Лаодик
27. Галий
28. Магнет
29. Олойтрох
30. Бартас
31. Теофрон
32. Ниссей
33. Алкароп
34. Периклюмен
35. Антенор
36. Пелант
37. Кельт
38. Перифант
39. Ормен
40. Полюб
41. Андромед

Двенадцать женихов с Итаки
1. Антиной
2. Проной
3. Лиод
4. Эврином
5. Амфимах
6. Амфиал
7. Промах
8. Амфимедонт
9. Аристрат
10. Гелен
11. Дулихией
12. Ктесипп

Наконец, после двадцати лет отсутствия Одиссей вернулся на Итаку. Он приплыл один (все его спутники погибли в пути), и Афина на время превратила его в старика, чтобы никто не узнал героя до нужного момента. Одиссей открылся свинопасу Евмею, а потом и Телемаху, но уговорил сына ничего не рассказывать матери. На следующий день он пришёл в царский дворец. Там он встретился с Пенелопой, представился ей критянином и рассказал, будто встречал её мужа в Эпире и что тот скоро вернётся домой. Пенелопа не поверила в близость встречи, но всё-таки приказала старой служанке Эвриклее омыть ноги гостю и устроить его на ночлег. Во время мытья ног Эвриклея узнала Одиссея по старому шраму; он и ей приказал молчать.
На следующий день по совету Афины Пенелопа объявила женихам, что готова выйти за одного из них — но только за того, кто согнёт одиссеев лук и чья стрела пройдёт через двенадцать колец. Тут же началось состязание. Ни один из женихов не смог натянуть тетиву; тогда лук взял в руки Одиссей. Пока Пенелопа находилась в своих покоях, её муж, сын и несколько верных слуг перебили всех гостей, а потом повесили во дворе двенадцать служанок, «поведеньем развратных» и «невежливых против царицы». Только после этого Одиссей открылся жене. Она не сразу поверила и подвергла мужа испытанию: только услышав подробный рассказ о том, как Одиссей когда-то изготовил брачное ложе в стволе маслины, Пенелопа признала в нём вернувшегося супруга.
Существуют альтернативные версии мифа, согласно которым Пенелопа не была верна Одиссею. Один из женихов, Антиной или Амфином, соблазнил её, либо она вступила в связь со всеми женихами разом и родила от них сына — бога Пана; некоторые античные авторы пишут, что отцом ребёнка был Гермес. В этих версиях Одиссей, вернувшись домой, либо убил жену, либо отослал к отцу, и она уже в Мантинее в Аркадии родила Пана. В Мантинее, как рассказывали местные жители в историческую эпоху, она и умерла. Антиковеды полагают, что этот вариант мифа сформировался существенно позже классического, причём он был нужен только для того, чтобы объяснить существование могилы Пенелопы под Мантинеей. Возможно, жену Одиссея греки спутали с каким-то аркадским божеством, которое носило такое же или похожее имя.

### Поздние годы
Возвращение Одиссея не стало началом счастливой совместной жизни супругов. Родственники убитых женихов потребовали справедливости, и царю пришлось, в соответствии с решением третейского судьи, уйти в изгнание на десять лет. Пенелопа осталась на Итаке, которой теперь правил Телемах. Впрочем, античные авторы сообщают, что она успела родить мужу ещё двух сыновей — Полипорта и Аркесилая. Было получено предсказание о том, что Одиссею суждено погибнуть от руки собственного сына; поэтому Телемах тоже ушёл в изгнание, а власть перешла к Полипорту. Спустя десять лет супруги, наконец, снова встретились.
К этому периоду жизни Пенелопы относится эпизод с Эвриалом, сыном Одиссея от эпирской царевны Эвиппы, зачатым в изгнании. Этот герой отправился на поиски отца и прибыл на Итаку, когда Одиссея не было дома. Пенелопа поняла, кто это такой. Из ревности к Эвиппе она решила погубить Эвриала и сказала вернувшемуся мужу, будто чужестранец подослан, чтобы умертвить его. Тогда Одиссей убил Эвриала.
Муж Пенелопы, согласно одной из киклических поэм, погиб от руки ещё одного своего сына — Телегона, рождённого Киркой. Телегон высадился на Итаке, думая, что это Керкира, и не узнал отца в бою. После того, как он отбыл изгнание, Пенелопа стала его женой. Кирка даровала супругам бессмертие и перенесла их на Острова блаженных. На этом мифологическая биография Пенелопы заканчивается.

## В культуре

### Античная литература
Пенелопа стала действующим лицом эпических сказаний, имевших широкое хождение в архаической Греции. В «Илиаде» Гомера она даже не упоминается, но зато в «Одиссее» является одним из центральных персонажей (особенно в заключительной части этой поэмы). Автор изобразил её как верную жену, преданную своему мужу и не уступающую женихам, хотя ей это грозит потерей всего имущества. Пенелопа схожа «светлым лицом с золотой Афродитой», «в разных рукодельях искусна», хитроумна и способна на коварные поступки; один из женихов, Антиной, утверждает, что царица играет с претендентами на её руку, каждому из них подавая надежду, но при этом замышляя недоброе. Пенелопа предполагает, что её муж погиб, но всё же не уступает грубым притязаниям непрошеных гостей. Только накануне решающих событий она, наконец, соглашается на новый брак. Когда Одиссей появляется в чужом обличье и представляется критянином, Пенелопа не узнаёт его, но всё-таки проникается к нему необъяснимой симпатией. Услышав от Эвриклеи, что царь вернулся, Пенелопа ей не верит. Она не бросается в объятия вновь обретённого супруга — Одиссею приходится пройти испытание, чтобы доказать свою личность. По словам Пенелопы, она боялась козней какого-нибудь коварного иноземца, из-за которых могла повторить судьбу Елены, похищенной Парисом. Сам же Гомер явно противопоставляет Пенелопу другой её двоюродной сестре — Клитемнестре, изменившей своему мужу Агамемнону, а потом убившей его.
Исследователи отмечают, что Одиссей у Гомера не доверяет жене, почему и открывается ей только в самый последний момент; его мать Антиклея во время встречи в загробном мире ничего не говорит о женихах Пенелопы, по-видимому, решив, что это лучше скрыть. Существует предположение, что в первой редакции «Одиссеи» заглавный герой открывался жене до избиения женихов. Сторонники этой версии находят её следы в окончательном тексте поэмы. Одно из таких возможных доказательств — выход царицы к женихам в XVIII песне и внезапное заявление о том, что она согласна на второй брак. Эта сцена могла существовать в изначальном варианте поэмы, и Пенелопа могла уже знать на тот момент, что её муж вернулся. Впрочем, некоторые комментаторы считают это поздней вставкой в гомеровский текст, нарушающей внутреннюю логику, а другие полагают, что устами Пенелопы говорила Афина, знавшая, как развернутся события. Согласие Пенелопы на второе замужество может быть связано и с использованием Гомером распространённого фольклорного мотива — прихода героя на свадьбу собственной жены.
В культуре последующих эпох Пенелопа осталась почти исключительно как персонаж, созданный Гомером, — преданная супруга, которая несмотря ни на что ждёт своего мужа и хранит ему верность. Отступления от этого образа оказались редкими и не слишком влиятельными. Так, согласно эпитоме «Мифологической библиотеки» Псевдо-Аполлодора, «некоторые» авторы утверждали, будто Пенелопа изменяла Одиссею с Антиноем или Амфиномом; жители Мантинеи рассказывали, что Пенелопа сама «навела себе в дом ухаживателей» и за это была изгнана мужем. Российский антиковед Виктор Ярхо в связи с этим констатирует, что автор «Одиссеи» за такие версии «ответственности не несёт».
В том числе из-за влиятельности гомеровских образов Пенелопа мало интересовала античных писателей. Она наверняка появлялась в последней из киклических поэм — «Телегонии», где говорилось в том числе о её браке с Телегоном (текст поэмы полностью утрачен). В классическую эпоху появилось множество пьес на тему мифов об Одиссее, и Пенелопа стала второстепенным персонажем некоторых из них. При этом тексты не сохранились за исключением мелких фрагментов, и информации о деталях сюжета почти нет. Неясно даже, была ли Пенелопа в таких пьесах говорящим персонажем. В частности, это комедия Алексида о женитьбе Одиссея, трагедия Софокла «Одиссей безумствующий» о попытке заглавного героя уклониться от участия в Троянской войне, трагедия того же автора «Омовение ног» о первом возвращении Одиссея на Итаку. Эсхил посвятил тому же сюжету тетралогию (Пенелопа появляется в одноимённой трагедии из этого цикла), Филокл и Ион — трагедии «Пенелопа» и «Лаэрт» соответственно. У Феопомпа была комедия «Пенелопа», у Ахея — сатировская драма, в которой неузнанный Одиссей представился жене критянином (XIX песнь «Одиссеи»).
Овидий включил в свой сборник «Героиды» написанное от лица Пенелопы послание к Одиссею. С точки зрения сюжета и деталей в этом произведении не появляется ничего нового по сравнению с Гомером.

### Античное изобразительное искусство
Гомеровский эпос стал источником сюжетов для многих античных скульпторов и живописцев. Пенелопу часто изображали грустящей в ожидании мужа. В частности, сохранились мраморный рельеф середины V века до н. э., на котором она сидит с опущенной головой на стуле без спинки (музей Кьярамонти в Риме), статуя, выполненная в схожем стиле (Ватикан), верхняя часть статуэтки, хранящаяся в римской консерватории, две головы Пенелопы (Берлинский музей и римские термы). Краснофигурная роспись на сохранившемся скифосе показывает прощание Пенелопы с Телемахом: мать сидит, сын стоит перед ней, держа два копья в левой руке. Эта сцена не имеет точных соответствий в гомеровском тексте, и возможно, что художник проиллюстрировал таким образом одну из трагедий Софокла.
Многие художники черпали сюжетный материал из XIX песни «Одиссеи», где Пенелопа беседует с неузнанным ею мужем. Фрагментарно сохранился ряд рельефных изображений, на которых Пенелопа сидит, а Одиссей, превращённый богиней в старика, подходит к ней. На этрусском зеркале Пенелопа держит в руке веретено и слушает рассказ Одиссея, принявшего облик нищего; стоящий рядом пёс Аргус явно узнал хозяина. На одной из фресок, обнаруженных в Помпеях, Одиссей сидит, а Пенелопа стоит рядом, прикасаясь правой рукой к его щеке. На другой фреске она стоит, держа в руке веретено, а за её спиной видна Эвриклея. На бронзовом зеркале с виллы папы Юлия супруги изображены, по-видимому, в тот момент, когда они уже объяснились: рядом с Одиссеем щит и шлем, Пенелопа в левой руке держит веретено, а правую положила на бедро супруга. На этрусской урне из Перуджи Пенелопа занимается туалетом в компании двух прислужниц, а Одиссей сидит поодаль и смотрит на неё (эта сцена не имеет соответствий в эпосе).
На некоторых изображениях царица Итаки присутствует при омовении Эвриклеей ног Одиссея: она находится на заднем плане и не замечает, что её служанка узнала хозяина по шраму. В частности, это два терракотовых рельефа, хранящиеся в Риме и Нью-Йорке (на первом Пенелопа сидит рядом со свинопасом Евмеем, на втором — стоит рядом с Телемахом), фессалийский мраморный рельеф, хранящийся в Афинах (на нём царица стоит с куском ткани в руках). Пенелопу изображали и с женихами. На кратере V века до н. э. из сиракузского музея четверо женихов (Антиной, Евримах, Евридам и Писандр) подносят ей дары; та же сцена изображена на этрусской урне из Лейдена и на урне, найденной в Вольтерре. На одном из рельефов Пенелопа творит суд над служанками, в то время как Одиссей убивает женихов (по-видимому, здесь зафиксирована та версия мифа, по которой супруги заранее сообща спланировали свои действия).
В источниках упоминаются несколько утраченных изображений. Одно из них, со сценой мытья ног, описывает эпиграмма из греческой антологии (IX, 816). Плиний Старший упоминает картину Зевксиса «Пенелопа», добавив: «Кажется, что в ней он описал характер»; о сюжете и стиле этой картины ничего не известно. Страбон видел в храме Артемиды Эфесской восковую статую Пенелопы работы Фрасона.

### Средние века, Новое и Новейшее время
Литература
При переходе от античности к Средневековью осталось совсем немного литературных произведений, посвящённых мифу об Одиссее и Пенелопе. Сам этот миф получил новое, аллегорическое толкование: в Итаке с живущей на ней Пенелопой многие представители христианской патристики видели символ вечной блаженной жизни, к которой стремится олицетворяемая Одиссеем душа каждого истинного христианина. Эта тема варьировалась в трудах Ипполита Римского, Амвросия Медиоланского, Максима Туринского, Паулина Ноланского, а в эпоху Высокого Средневековья — у Гонория Августодунского. Позже появлялись новые сравнения: например, автор «Истинной истории Рима» (1665) Якоб Хуго уподоблял Пенелопу католической церкви, которую принуждают к браку женихи—реформаты. Параллельно с XVI века развивалась другая традиция, в рамках которой путешествие Одиссея к жене и долгожданная встреча воспринимались как простой и несколько сентиментальный рассказ о цепочке удивительных событий, приводящих героев к счастливому финалу. Основателем этой традиции стал Жоашен дю Белле, его последователями — некоторые романтики и поэты XX века.
Пенелопа стала героиней ряда романов Новейшего времени, посвящённых мифу об Одиссее. Традиция в этих произведениях, как правило, оставалась неизменной и просто дописывалась или формулировалась по-новому, а образ Пенелопы соответственно трактовался в гомеровском духе как олицетворение женской верности и готовности ждать любимого. Царица Итаки появляется у Германа Шталя («Возвращение Одиссея», 1940), Инге Меркель («Необычный брак», 1989), Михаэля Кольмайера («Телемах», 1997), Луиджи Малербы («Итака навсегда», 1997), Шандора Мараи («Мир на Итаке», 1952), Курта Клингера («Одиссей должен снова уплыть», 1954) и др. Она стала главной героиней романа Маргарет Этвуд «Пенелопиада» (2005). В романе Джеймса Джойса «Улисс» (1922), ставшем вершиной модернистской литературы, жена главного героя изображена как точный аналог Пенелопы.
Многие учёные пытались найти в образе Пенелопы черты, восходящие к догомеровой эпохе. Некоторые из антиковедов считали главным эпизодом в мифологической биографии пра-Пенелопы рождение Пана. Звучали версии о том, что изначально эта героиня считалась нимфой, жившей в пещере, что это было аркадийское божество, что саван, который она ткала для Лаэрта в «Одиссее», — это аллегорическое изображение снега, укрывавшего Аркадию на зиму.
Музыка
Начиная с XVII века миф о Пенелопе и Одиссее стал источником сюжетного материала для композиторов. Клаудио Монтеверди написал на эту тему оперу «Возвращение Улисса на родину» (1640), которая имела большое значение для становления оперного жанра. В 1703 году был впервые поставлен на сцене «Улисс» Жана-Фери Ребеля, в 1722 году — опера Райнхарда Кайзера с тем же названием. Людвиг ван Бетховен очень любил «Одиссею» и хотел положить её на музыку, но этот замысел остался неосуществлённым. Своей вершины оперная традиция на данную тему достигла в тетралогии Фридриха Августа Бунгерта «Одиссея. Музыкальная трагедия в четырёх частях» (1898—1903). Исследователи отмечают также музыку Шарля Гуно к трагедии Франсуа Понсара «Улисс» (1852), ораторию Макса Бруха «Одиссей» (1871/1872). В XX веке появились оперетты Андре Мопри («Улисс», 1907), Лотара Шмидта («Возвращение Одиссея», 1913), увертюра для оркестра «Возвращение Одиссея» Никоса Скалкотаса (1945), мюзиклы «Одиссей, Пенелопа и другие» Кирилла Молчанова (1970) и «Пенелопа» Александра Журбина (1979), симфония № 25 Алана Хованесса (1973), балеты «Одиссей» Эйнара Энглунда (1959), Анестиса Логотетиса (1963) и Евгения Голубева (1965), опера Рольфа Либермана «Пенелопа» (1954).
Живопись
В произведениях изобразительного искусства Пенелопа появляется после долгого перерыва в эпоху Нового времени. Первые картины с этим персонажем не отличались прорисовкой характеров: это было просто воспроизведение общеизвестных мифологических сюжетов. Примерно 1509 годом датируется роспись Палаццо дель Маньифико в Сиене, выполненная Пинтуриккио, на которой Одиссей подходит к Пенелопе, сидящей за ткацким станком, а за его спиной стоят Телемах и женихи. В 1554—1556 годах Пеллегрино Тибальди создал цикл фресок по мотивам «Одиссеи». Психологизация сюжета началась с картины Франческо Приматиччо из «Галереи Улисса» в Фонтенбло; на ней Пенелопа и Одиссей сидят рядом, он держит её левой рукой за подбородок, Пенелопа, по-видимому, только что услышала рассказ о странствиях мужа и находится под впечатлением.
Позже Пенелопа стала героиней картин Джорджо Вазари, Якоба Йорданса, Корнелия Блумарта, Франсуа Лемуана и других европейских художников.
|                                                              |                                                                         |                                                                                                   |                                                                  |
| «Пенелопа ждёт Одиссея», картина Евы Куманс. Около 1900 года | «Пенелопа», картина Данте Габриэля Россетти. 1869 год частная коллекция | «Пенелопа и женихи», картина Джона Уильяма Уотерхауса. 1912 год художественная галерея в Абердине | «Пенелопа», картина Джона Стенхоупа. 1864 год. частная коллекция |

Кинематограф
Пенелопа появляется в нескольких фильмах, снятых по мотивам гомеровского эпоса. В 1954 году была снята полнометражная экранизация поэмы «Странствия Одиссея» (режиссёры Марио Камерини и Марио Бава), в которой Пенелопу сыграла Сильвана Мангано, в 1968 году — телесериал Франко Росси «Одиссея» (в роли Пенелопы Ирен Папас), в 1997 году — телефильм Андрея Кончаловского с тем же названием (в роли Пенелопы Грета Скакки). В 2013 году вышел многосерийный телефильм Стефано Джусти «Одиссей» (в роли Пенелопы Катерина Мурино), действие которого происходит исключительно на Итаке. В 2024 году состоялась премьера кинокартины «Возвращение Одиссея» (в роли Пенелопы Жюльетт Бинош).
Астрономия
В честь Пенелопы назван астероид (201) Пенелопа, открытый в 1879 году.